# Harry Babcock
Harry Babcock (eigentlich Harold Stoddard Babcock; * 15. Dezember 1890 in Pelham Manor, New York; † 5. Juni 1965 in Norwalk, Connecticut) war ein US-amerikanischer Stabhochspringer und Olympiasieger.
1911 war Babcock mit 3,86 Metern Weltjahresbester, der inoffizielle Weltrekord von Leyland Scott stand bei 3,93 Meter.
Die offiziellen Weltrekorde wurden erst im Jahr darauf eingeführt. Der US-Amerikaner Marc Wright wurde mit 4,02 Meter, aufgestellt bei den US-Trials, der erste offizielle Weltrekordler. Bei den Olympischen Spielen 1912 in Stockholm reichten Wright aber 3,85 Meter nur zur Silbermedaille. Denn Babcock übersprang 3,95 Meter und gewann Gold. Babcock trat auch im Zehnkampf an, gab aber nach drei Wettbewerben auf.
Harry Babcock war 1,88 m groß und wog in seiner aktiven Zeit 75 kg. Er hatte einen Abschluss als Ingenieur der Columbia University und arbeitete als Holzhändler in Irvington (New York).

## Weblinks

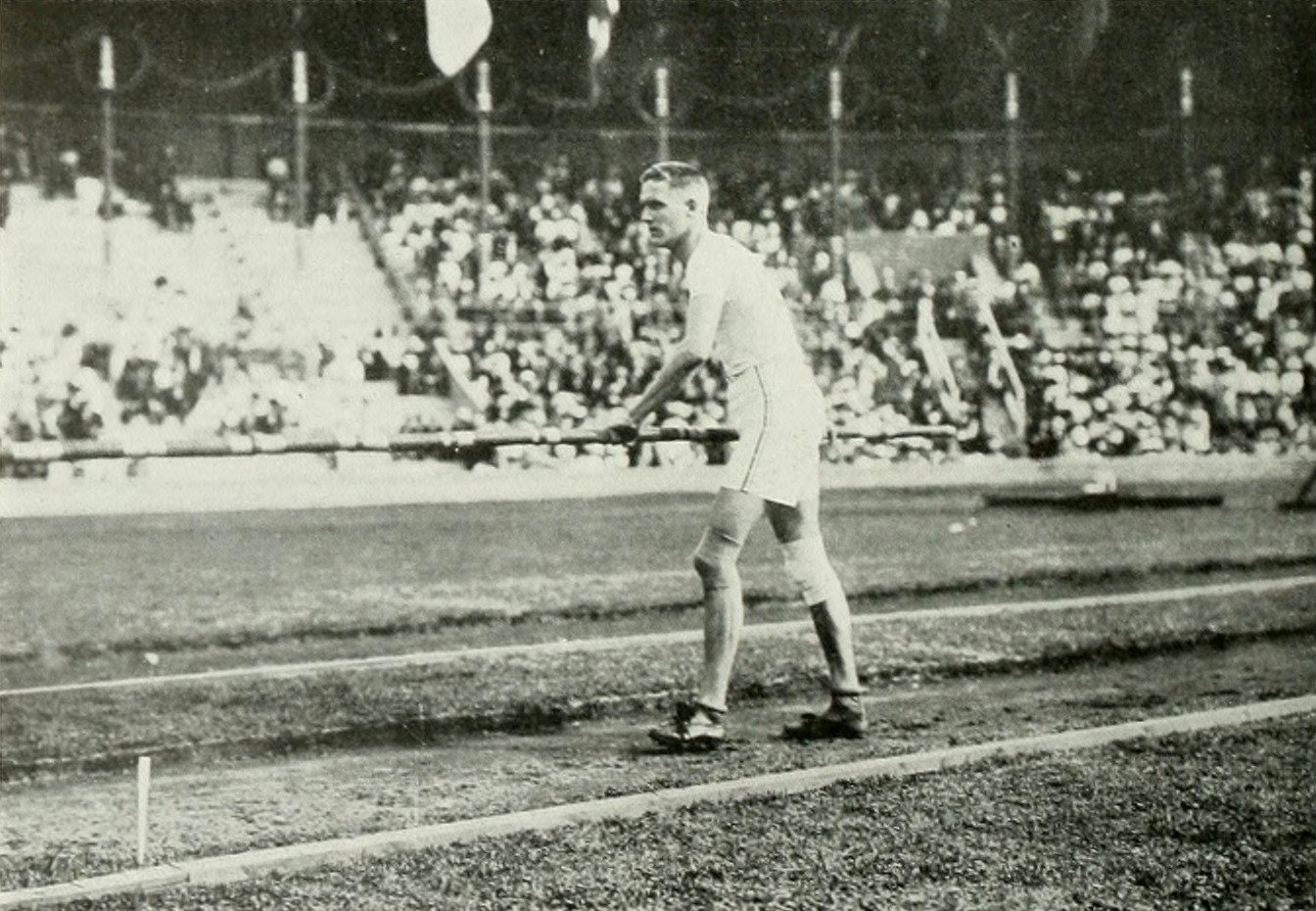
Harry Babcock 1912 bei den Olympischen Spielen